# Ordre national du Vietnam
L'ordre national du Viêt Nam (en vietnamien : Bảo-Quốc Huân-Chương) était une décoration mixte (militaire et civile) attribuée par l'État du Viêt Nam puis la république du Sud-Vietnam. Il était considéré comme la plus haute distinction qui pouvait être accordée à un individu par le gouvernement de la république du Vietnam. La décoration a été créée le 15 août 1950 par l'empereur Bảo Đại. Elle était décernée à toute personne qui avait « effectué des œuvres grandioses, des actes remarquables, montré de la bravoure, ou à ceux qui avaient honoré et servi le pays par de hautes vertus et des connaissances exceptionnelles ».
L'ordre a disparu avec l'effondrement de la république du Sud-Vietnam en 1975. 

## Description
L'ordre national du Viêt Nam était inspiré de la Légion d'honneur française, et comme cette dernière il comportait cinq grades :
- Grand-croix : l'insigne de l'Ordre était porté sur une écharpe sur l'épaule droite, avec l'étoile de l'Ordre sur le ventre à droite, ou juste l'étoile toute seule sur le ventre, à gauche ;
- Grand officier : l'insigne de l'Ordre était porté sur le ventre, à droite ;
- Commandeur : l'insigne de l'Ordre émaillé, d'un diamètre de 37 mm, était porté sur un collier de 50 cm de longueur et 37 mm de largeur[2] ;
- Officier : l'insigne de l'Ordre était porté sur un ruban avec une rosette, sur la poitrine à gauche ;
- Chevalier : l'insigne de l'Ordre était porté sur un ruban simple, sur la poitrine à gauche.

Le ruban rouge à liserés jaune reprenait, quant à lui, celui de l'ordre du Dragon d'Annam quand il était décerné par l'empereur d'Annam, ordre dissous en 1950.
| Wearing of the insignia of the National Order of Vietnam                                                                           |                                           |                                    |                         |                                               |
| Les cinq grades portant leurs insignes respectifs: 1: Đệ Ngũ Đẳng; 2: Đệ Tứ Đẳng; 3: Đệ Tam Đẳng; 4: Đệ Nhì Đẳng; 5: Đệ Nhất Đẳng. |                                           |                                    |                         |                                               |
| Chevalier (médaille avec ruban) | Officier (médaille avec ruban et rosette) | Commandeur (médaille avec collier) | Grand officier (étoile) | Grand-croix (médaille avec écharpe et étoile) |
| |                                           |                                    |                         |                                               |
| Ruban |                                           |                                    |                         |                                               |
| |                                           |                                    |                         |                                               |

## Récipiendaires notables
- Thai Lap Thanh (1897-1951) , gouverneur du Sud Viêt-Nam, commandeur de l'ordre national du Viêtnam, récipiendaire de la croix de guerre
- Alfredo Santos (Philippines)
- L'empereur d'Éthiopie Haïlé Sélassié Ier
- Cao Van Vien (1921-2008) général de l'Armée de la république du Viêt Nam, commandant du IIIe corps d'armée.
- Alexander Haig (1924–2010)
- Docteur Hồ Văn Nhựt (1905-1986), fondateur de la Croix-Rouge du Sud-Vietnam
- J. M. Abdul Aziz (1905–1958), entrepreneur de Saïgon, récipiendaire de la Légion d'honneur, Croix-Rouge française.
- Valérie André (1922–), médecin général inspecteur, pilote d’hélicoptère, parachutiste et neurochirurgien.
- Henri Collomb (1913-1979), médecin militaire et psychiatre.